# Vjačeslav Sobčenko
Vjačeslav Georgievič Sobčenko (in russo Вячеслав Георгиевич Собченко?; Dušanbe, 18 aprile 1949) è un ex pallanuotista sovietico, vincitore di due medaglie d'oro alle olimpiadi di Mosca 1980 e di Monaco 1972.